# 溶液

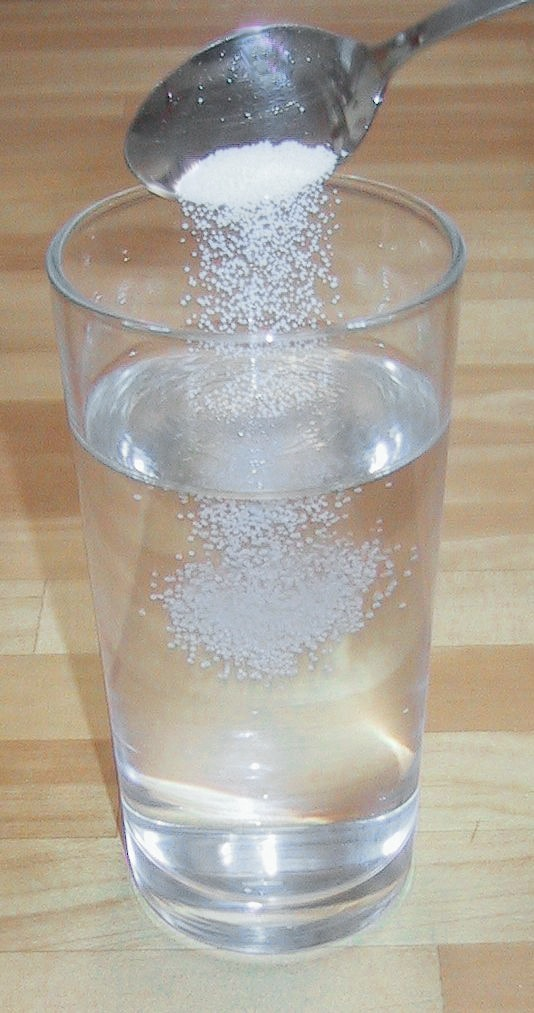
氯化鈉易溶於水，以其配製的水溶液（即鹽水）是常見的液態溶液。其中氯化鈉是溶質，水是溶劑

溶液（英語：Solution），又稱為單一相均勻混合物（英語：Homogeneous Mixture），是将一种純物质以分子或离子的状态均相、稳定的分布在另一种纯物质得到的分散体系；可能是固態、液態或是氣態甚至是其組合；可能導電也可能不導電；可能是固體、膠體或具流動性。溶液不是純物質，不具有一定的組成及一定的性質。但是組成溶液的粒子均勻，肉眼上無法分辨，也無法用傾析法分離組成物。儘管如此，所有的溶液仍可以在物理或化學方法的範圍內分離出內容物。
溶液形成，物質分散的過程稱為溶解。在溶解的過程中，有沒有發生變化的、體積最大的、量多的叫做溶劑，水是最常见的溶剂，故通常将水溶液简称为溶液。除了溶劑以外的、量少的叫做溶質，溶剂可以是乙醇、汽油、苯等有机化合物。每升溶液中所含溶質的物质的量稱為浓度；溶質在穩定態下所能達到的最大濃度稱為溶解度；濃度低於溶解度的稱為未飽和溶液，濃度等於溶解度的稱為飽和溶液，濃度大於溶解度的稱為過飽和溶液。常見的溶液包括:
| 溶液的種類 | 溶液的種類   | 實例                                                                            |
| ---------- | ------------ | ------------------------------------------------------------------------------- |
| 氣態溶液   | 氣體溶於氣體 | 空氣                                                                            |
| 液態溶液   | 固體溶於液體 | 蔗糖溶於水、食鹽溶於水、海水                                                    |
| 液態溶液   | 液體溶於液體 | 醋酸溶於水、酒精溶於水                                                          |
| 液態溶液   | 氣體溶於液體 | 汽水、氯氣消毒水、水中供生物呼吸的氧氣                                          |
| 固態溶液   | 固體溶於固體 | 合金、不銹鋼、Ｋ金、固態熔體如{\displaystyle \mathrm {AgCl} -\mathrm {NaCl} }。 |
| 固態溶液   | 液體溶於固體 | 鈉汞齊、補牙時用的銀粉(銀汞齊、鋅汞齊、銅汞齊、錫汞齊)                          |
| 固態溶液   | 氣體溶於固體 | 燃料電池中，氫氣通入多孔隙的鉑或鎳，被吸附作為電極                              |

## 溶液的性質

### 溶解
溶解是指溶劑分子和溶質分子或離子吸引並結合的過程。 當離子溶解時，它們會散布開來並被溶劑分子包裹。 離子越大，能包裹它的溶劑分子就越多。 有時，溶解會產生放熱、吸熱的現象。

#### 濃度
濃度，是指一定量溶液或溶劑中，一溶質的量。常見表示法包括:
- 質量百分濃度（亦稱質量分數，{\displaystyle P\%}或{\displaystyle W\%}）：溶質重除以溶液重，換算為百分比，單位為{\displaystyle \%}。最常見。
- 體積百分濃度（亦稱體積分數，{\displaystyle V\%}）：溶質體積除以溶液體積，換算為百分比，單位為{\displaystyle \%}。常用於酒精和有機溶液。
- 體積莫耳濃度（簡稱莫耳濃度，{\displaystyle C_{M}}）：每一公升溶液中，所含溶質莫耳數，單位為{\displaystyle M}。常用於液體。
- 質量莫耳濃度（{\displaystyle C_{m}}）：每一公斤溶劑，所含的溶質莫耳數，單位為{\displaystyle m}。較少見。
- 百萬分濃度（亦稱百萬分率、百萬分點濃度，ppm）：指每1000克溶液所含的溶質質量（以毫克計）。常用於濃度極低者。
- 十億分濃度（亦稱十億分率、十億分點濃度，ppb）：指每1000克溶液所含的溶質質量（以微克計）。常用於濃度極低者。
- 莫耳分率({\displaystyle X})：溶質莫耳數除以溶液的總莫耳數。常用於氣體。
- 當量濃度({\displaystyle C_{N}}):每一公升溶液中的溶質當量數，單位為{\displaystyle N}。常用於滴定實驗。
- 质量浓度({\displaystyle M/V}）：指每单位体积的溶液中，溶质的质量。較少見。

值得注意的是，在討論溶液時，「濃」和「稀」兩術語任意用於表明一溶液含相當少或相當多的溶質，但他們之間並無一定界線。此二名詞常與「未飽和」和「飽和」混淆，但這兩組名詞所欲表達的性質根本不同。舉例來說，硫酸鋇的飽和水溶液極稀，溶解度{\displaystyle \mathrm {diluted} \ (0.002g/L\ \mathrm {H_{2}O} ,18^{\circ }\mathrm {C} )}；但飽和的硫代硫酸鈉卻很濃，溶解度{\displaystyle \mathrm {concentrated} \ (500g/L\ \mathrm {H_{2}O} ,25^{\circ }\mathrm {C} )}。

#### 加成性
非理想溶液下，溶質溶解後的體積並沒有加成性；且不同的溶質溶解後的體積縮小率不同。其中，溶解後體積增大的稱為正偏差溶液，體積減少的稱為負偏差溶液。

### 溶解度
溶解性或溶解度（英語：Solubility）是指一种物质能够被溶解的最大程度。溶解度主要取决于溶质在溶劑中的溶解平衡常数(溶度積)、溫度、極性、和；相同溶質在不同溶劑下的溶解度不盡相同；相同溶劑在不同溶質下的溶解度不盡相同；即便是相同的溶質和溶液，在不同的環境因素下溶解度也不盡相同。

#### 互溶性
若二物質能無限制量相互溶解，稱其為無限互溶；若溶解度有限制，稱為部分互溶；若溶解度極小，稱為不互溶。

### 理想溶液
宏观下，任一组分在全部浓度范围内都符合拉乌尔定律的溶液称为理想溶液。理想溶液在分子尺度上，各分子的大小及作用力彼此相似，当一种分子被另一种取代时，没有能量的变化或空间结构的变化，符合加成性。

## 固體溶液
固溶體也稱作固體溶液，是指溶質原子溶入溶劑晶格中而仍保持溶劑類型的合金相。通常以一種化學物質為基體溶有其他物質的原子或分子所組成的晶體，在合金和硅酸盐系統中較多見，在多原子物質中亦存在。當溶劑的晶體結構添加溶質後可以穩定存在且保持均相，則該種混合物可以被視作溶液。
一些混合物可以在很多種濃度情況下形成固溶體，而有一些混合物根本不能形成固溶體。兩種物質混合而形成固溶體的傾向是一個複雜的事情，涉及化學、晶體學及量子物理學。

## 液體溶液

### 水溶液
水溶液是指溶劑是水的溶液。在化學反應中，若反應物或生成物為水溶液，一般會在其化學式右下方加上{\displaystyle _{(aq)}}識別。例如食鹽{\displaystyle NaCl}的水溶液，會用{\displaystyle NaCl_{(aq)}}表示。由於水是自然界蘊含豐富的良好溶劑，因此在化學中常用到水溶液。具有疏水性的物質不溶於水中，而具有親水性的物質才能形成水溶液。像食鹽即為親水性的物質。若依照酸鹼電離理論，酸和鹼也是親水性物質。物質是否溶於水，主要是根據物質和水之間是否可以產生強大的吸引力，而且需要大於水和水之間的分子間作用力。若將無法溶於水的固體物質加入水中，則會產生沉澱。

### 電解質溶液
电解质溶液中有能够自由移动的离子，因此能导电。